# Pedro Vázquez Nieto
 Pedro Vázquez Nieto  (Guanajuato, 6 de octubre de 1946) es un abogado, Notario Público, Poeta, Fotógrafo y actor mexicano.

## Reseña biográfica
Estudió la licenciatura en derecho en la Universidad de Guanajuato y en 1969 obtuvo el posgrado en derecho constitucional en la Universidad de Salamanca España
En 1974 fue nombrado magistrado de la cuarta sala penal del h. supremo tribunal de justicia hasta el 16 de noviembre de 1978.
En 1979 fundo la notaria publica no. 21, en ejercicio en el partido judicial de Guanajuato, Guanajuato, misma en la que trabajaría hasta el año 2017.
Ha desempeñado el cargo de presidente del colegio de notarios de Guanajuato de 1982 a 1985 y reelecto de 1989 a 1996, director de difusión cultural de la universidad de Guanajuato, director de Fonapas en el estado de Guanajuato (hoy instituto de cultura del estado), presidente de la fundación universidad de Guanajuato, presidente del consejo directivo de Guanajuato Patrimonio, A.C. Y secretario De La Fundación Cervantista Enrique Y Alicia Ruelas, A.C.
Sus fotografías se han utilizado en repetidas ocasiones para ilustrar la revista de la universidad de Guanajuato “Colmena Universitaria” y ha participado en todas la ediciones del Festival Internacional Cervantino desde 1992 a la fecha, participando como actor en los entremeses cervantinos y con exposiciones fotográficas.

## Teatro
En 1992 inició su participación en el grupo de teatro universitario de la universidad de Guanajuato

## Fotografía
Exposición individual “Alforja De Viaje”, en la Sala Alfonsina Storni del Mesón de los Poetas, Guanajuato, Guanajuato, en el mes de febrero del año 2004; y Restaurant “El Jardín de los Milagros”, Guanajuato, Guanajuato, en mayo de 2004.
Exposición Individual “Los Misterios De La Luz”, En el Museo Dieguino, de la ciudad de Guanajuato, Guanajuato, en el mes de septiembre-octubre de 2004.
Exposición Individual “Mirar Al Ganges”, En El Salón Alfonsina Storni, Del Mesón De Los Poetas, De Esta Ciudad De Guanajuato, Guanajuato, durante los meses de abril-mayo de 2005. 
Exposición Individual “Carnaval” En La Sala Alfonsina Storni En junio del año 2006; Y En “Galería” En agosto de 2006, En Irapuato, Gto.
Exposición Individual “La Fuerza Del Silencio” En La Casa De La Cultura De La Ciudad De Guanajuato, Gto, En febrero de 2007. 
Exposición Individual En Albuquerque, New México. “Fotografía De Guanajuato”. Abril Del 2007.
Exposición Colectiva Con El Grupo Luciérnaga De Selenio “El Aroma De La Luz”, en la Galería Alfonsina Storni, durante septiembre de 2005.
Exposición Colectiva Con El Grupo Luciérnaga De Selenio, “El Aroma De La Luz” Segunda Parte, Dentro Del Programa Oficial Del XXXIII Festival Internacional Cervantino, En octubre del año 2005.
Exposición Colectiva Con El Grupo Luciérnaga De Selenio, “Luz En El Silencio”, septiembre de Año 2006, en El Corral De Comedias “Eugenio Trueba Olivares”, Guanajuato, Gto.
Exposición Colectiva Con El Grupo Luciérnaga De Selenio Sobre Guanajuato, En La Casa De La Cultura De Guanajuato, Gto., En enero Del Año 2007.
Exposición Colectiva “Cuatro Miradas” Grupo Luciérnaga De Selenio. Festival Internacional Cervantino. Octubre Del 2007.
Exposición Individual “Guanajuato Hecho A Mano”. Austin, Texas. Abril Del 2007.
Exposición Individual “Mirar Al Ganges” Patio De Estudios. Universidad De Guanajuato. Noviembre Del 2007.
Exposición Colectiva “Cuatro Miradas” Grupo Luciérnaga De Selenio. Casa Talavera De La Universidad Autónoma De La Ciudad De México Dentro Del Festival De México En El Centro Histórico Del Distrito Federal. Abril 2008. 
Exposición Colectiva, Muestra Erótica Galería “Primer Piso”, Guanajuato, Guanajuato. Febrero Del 2008.
Exposición Individual “Guanajuato” En Ashland, Oregón, abril Del 2009.
Exposición Individual “Luz De Mi Barrio”. Guanajuato, Gto. Septiembre De 2009.
Exposición Individual “Tres Puntos Cardinales”. San Miguel De Allende, Guanajuato. Octubre 2009.
Exposición Individual “Tres Puntos Cardinales”. Guanajuato, Gto., enero Del 2010.
Exposición Colectiva En El Val Del Loir, Francia, En El Año 2009.
Exposición Individual “Guanajuato” En La Galería Tswei-Heng Del Sun Yat Sen Memorial Hall,  Taipéi, Taiwán, Del 1 De junio Al 4 de julio de 2010. Patrocinado Por La Secretaría De Relaciones Exteriores Y La Representación Diplomática De México En Taiwán. 
Exposición Individual “Guanajuato” En El Museo Nacional De Ciencias De Taichung, Taiwán, Del 15 De Julio Al 20 de agosto del 2010. Patrocinado Por La Secretaría De Relaciones Exteriores Y La Representación Diplomática De México En Taiwán.
Exposición Individual “Guanajuato” En La Galería Maison Des Arts., En Vietnam, El 6 Al 12 de septiembre del 2010.
Exposición Individual “Los Cuatro Elementos” En El Marco Del Festival Internacional Cervantino. Centro De Las Artes. Salamanca, Gto, octubre de 2010.
Exposición En Malasia, Kuala Lumpur, noviembre-diciembre de 2010.
Exposición En Singapur, Raffles Town Club, enero-febrero de 2011.
Exposición Colectiva De Fotografía, Grupo Luciérnaga De Selenio”. Museo Dieguino. Guanajuato, Gto., febrero-marzo de 2011. 
Exposición En Nueva Zelanda, Galería De La Embajada De México, 13 de marzo-17 de junio de 2011.
Exposición En Corea, Museo De La Universidad Femenina De Sookmyung, julio-agosto de 2011.
Exposición En Guangzhou, China, Galería Del Consulado De México, septiembre, octubre Y noviembre de 2011.
Exposición Colectiva, En La “Galería Alfonsina Storni”, Guanajuato, Gto., En octubre de 2011. 
Exposiciones Diversas Del Año 2011 A La fecha

## Libros
“Código De Ética” para el notariado guanajuatense, publicado por la facultad de derecho y administración pública, y el departamento de investigaciones jurídicas, 2008.
"Urgente necesidad de un nuevo Código de Comercio" Universidad de Guanajuato, Colección de Estudios Jurídicos,1991.
"Vocación del tiempo" 	Guanajuato, México, taller de literatura de la Universidad de Guanajuato, dirección de difusión cultural, 1986.
“Tiempo Para Mi Voz” (1977) Edición Particular. 
“En Las Alas De La Voz” (1983) Edición Particular.
“El Ultimo Equinoccio” (1986) Edición Del Taller Literario De La Universidad De Guanajuato.
“Los Poemas De Mayo” Cuadernillo Editado Por La Dirección De Cultura Del Municipio De Guanajuato. 
“Las Noches Del Vampiro” (1997) Ediciones “La Rana” Del Instituto Estatal De La Cultura De Guanajuato.
“El Epitafio Del Vampiro” (2004) Ediciones “La Rana” Instituto Estatal De La Cultura De Guanajuato.
“Alforja De Viaje”, Libro De Fotografía Y Poesía. Publicado Por La Casa De La Cultura De Guanajuato, Guanajuato. 
“Antes Del Amanecer”, Publicado Por La Universidad De Guanajuato.
“La Locura Sin Elogios” Editorial Azafrán Y Cinabrio
“Habitar El Espejo” Ediciones “La Rana” Del Instituto Estatal De La Cultura De Guanajuato.
“Del, Amor Un Día” Publicado Por La Universidad De Guanajuato, 2018